# 清水資治
清水 資治（しみず すけはる、1860年7月18日（万延元年6月1日）- 1923年（大正12年）4月29日）は、明治から大正期の政治家、華族。貴族院男爵議員。旧名・熊谷直金。

## 経歴
長州藩士・熊谷太郎右衛門（直方）の二男として生まれる。1876年（明治9年）長門萩中学巴城学舎を卒業。1880年（明治13年）山口県衛生課嘱託となる。その後、公爵毛利家出納監理兼記録事務担当者を務めた。
旧長州藩家老清水家当主・清水スミ（清水親春三女）の入夫となり、1892年（明治25年）2月10日に家督を継承。1900年（明治33年）5月9日、親春の戊辰戦争の功により男爵を叙爵した。
1904年（明治37年）7月10日、貴族院男爵議員に選出され、公正会に所属して活動し、死去するまで3期在任した。

## 親族
清水家歴代当主（親春以降）
- 親春
- 親知（親春の養子）
- 親春（再承）
- 為之進（親春の子、1859年 - 1880年）
- 民之助（親春の子、為之進の弟、1865年 - 1886年）
- スミ（妻、親春の三女、1872年 - 1946年）
- 資治
- 博春（資治の養子、男爵、伊藤博邦二男、1901年 - 1931年）
- 康春（博春の子、男爵）
- 男（だん、清水宗知家より養子）

家族
- 長女：珠子（中島忠行夫人）[1]